# Elechi Amadi
Pour les articles homonymes, voir Amadi (homonymie).
Elechi Amadi (12 mai 1934 – 29 juin 2016) était un écrivain nigérian et ancien membre des forces armées nigérianes. Il est l'auteur de plusieurs pièces et romans portant généralement sur la vie, les coutumes, les croyances ou les pratiques religieuses de villages africains, tels qu'ils étaient avant le contact avec le monde occidental. Amadi est notamment reconnu pour son premier roman de 1966 La concubine, qui fut qualifié « d'œuvre de fiction remarquable ».

## Biographie
Amadi a obtenu un poste d'écrivain en résidence et de Lecteur au Rivers State College of Education, où il fut aussi doyen des arts, directeur du département et directeur des études générales. Il publie son premier poème en 1957, intitulé Pénitence dans le magazine du campus de l'université d'Ibadan, The Horn. Son premier roman La concubine (en) a été publié à Londres en 1966 et fut salué en tant que meilleur accomplissement pour un premier effort.
Alastair Niven dans son étude critique, écrit : « enraciné fermement dans la chasse et la pêche des villages du delta du Niger, La concubine possède néanmoins l'intemporalité et l'universalité d'un roman majeur ». La concubine fut adapté en film, écrit par Elechi Amadi et dirigé par Andy Amenechi. La première s'est déroulée à Abuja en mars 2007.
Le cadre de son second roman Les grands étangs (d) (publié en 1969) est celui de l'est du Nigeria pré-colonial. Le livre narre la bataille entre deux communautés villageoises pour la possession d'un étang.

## Ouvrages
- La Concubine (roman) - 1966
- Les grands étangs (roman) - 1969. Hattier, 1993 (pour la traduction en français).
- Sunset in Biafra (journal de guerre) - 1973
- Isiburu (pièce) - 1973, Heinemann
- Peppersoup et The Road (pièces, volume combiné) - 1977; Ibadan: Onibonoje Publishers
- Dancer of Johannesburg (pièce) - 1978, Ibadan: Onibonoje Publishers
- The Slave (Roman) - 1978, Heinemann
- Ethics in Nigerian Culture (philosophie) - 1982, London: Heinemann
- Estrangement (roman) - 1986, Heinemann African Writers Series
- The Woman of Calabar (pièce) - 2002, Port Harcourt: Gitelle Press
- Speaking and Singing (essais et poèmes) - 2003, University of Port Harcourt Press
- Collected Plays (ed. Seiyifa Koroye) - 2004, Port Harcourt: Pearl Publishers

## Récompenses et distinctions
- 1992 - Rivers State Silver Jubilee Merit Award
- 2003 - honorary doctorate, Doctor of Science (D.Sc.) in Education, honoris causa, awarded by Rivers State University of Science and Technology
- 2003 - Fellow of the Nigerian Academy of Education
- 2003 - Member of the Order of the Federal Republic (MFR)